# József Csatári
József Csatári (17. prosince 1943 Budapešť – 30. ledna 2021) byl maďarský zápasník reprezentující v obou stylech.
Byl dvojnásobným bronzovým olympijským medailistou z LOH 1968 a z LOH 1972, také získal dvě stříbrné medaile na mistrovství světa v zápasu ve volném stylu a stříbrné a bronzové medaile na mistrovství Evropy v zápasu ve volném stylu.
Zemřel 30. ledna 2021.